# Lijst van burgemeesters van Dommelen
Dit is een lijst van burgemeesters van de voormalige Nederlandse gemeente Dommelen tot die gemeente in 1934 opging in de gemeente Valkenswaard.
| Ambtsperiode | Naam burgemeester         | Partij of stroming | Bijzonderheden                                    |
| ------------ | ------------------------- | ------------------ | ------------------------------------------------- |
| 1821 - 1825  | Johannes Janszn Keunen    |                    | schout                                            |
| 1825 - 1826? | Joannes (J.) van Ham      |                    | schout/burgemeester                               |
| 1826? - 1844 | Simon (S.) de Vries       |                    | tevens schout/burgemeester van Waalre (1821-1844) |
| 1844 - 1879  | Johannes Everardus Keunen |                    | zoon van Johannes Janszn Keunen                   |
| 1879 - 1913  | H. Bijnen                 |                    |                                                   |
| 1913 - 1934  | C.M. Ploegmakers          |                    |                                                   |